# Oldeania alpina
Genre
Espèce
Oldeania alpina, le bambou creux, est une espèce de plantes monocotylédones de la famille des Poaceae, sous-famille des Bambusoideae, originaire d'Afrique tropicale. C'est l'unique espèce du genre Oldeania (genre monotypique)
Ce sont des bambous sempervirents, vivaces, rhizomateux, à rhizomes courts (pachymorphes), et aux tiges (chaumes) ligneuses, dressées, de deux à vingt mètres de long et 50 à 125 mm de diamètre.
On utilise ses cannes pour la construction de huttes et de clôtures.

## Distribution et habitat

Aire de répartition originelle dOldeania alpina.

Oldeania alpina est originaire d'Afrique tropicale, orientale et centrale : Éthiopie, Soudan, Kenya, Tanzanie, Ouganda, Burundi, Cameroun, République du Congo, République démocratique du Congo, Rwanda, Malawi et Zambie. 
Ce bambou pousse à des altitudes élevées, de 2 000 à 4 000 mètres, où il est l'espèce dominante des bambouseraies africaines de montagne. Il peut former de vastes peuplements purs mais se rencontre aussi dans des champs abandonnés.
C'est une espèce endémique des montagnes d'Afrique orientale.

## Taxinomie
Le genre Oldeania et l'espèce Oldeania alpina ont été décrits en 2013 par le botaniste britannique Stapleton, qui a séparé cette espèce du genre asiatique Yushania sur la base de critères morphologiques appuyés par une distribution géographique isolée, en l'absence de critères moléculaires contraires.

### Synonymes
Selon Tropicos (30 juin 2017) :
- Arundinaria alpina K.Schum. (basionyme)
- Sinarundinaria alpina (K.Schum.) C.S.Chao & Renvoize
- Yushania alpina (K. Schum.) W.C. Lin
- Oldeania humbertii D.Z. Li & & al.
- Oldeania perrieri D.Z. Li & & al.

## Utilisation
Les tiges de ce bambou sont employées comme matériau de construction, pour construire des cases et des clôtures. Des villages entiers sont construits à l'aide de ce bambou. On se sert également de ces tiges comme canalisations pour l'adduction d'eau.
Une espèce de coléoptères, Dinoderus minutus, le foreur du bambou, peut infester les tiges sèches, néanmoins  en République démocratique du Congo on considère que les constructions réalisées avec ce bambou peuvent durer plus de vingt ans.
Les tiges séchées et fendues peuvent être tressées et servent à la fabrication de meubles, de récipients pour le stockage, de paniers et de ruches.
Ces tiges permettent aussi de préparer de la pâte apte à produire du papier d'écriture et d'impression.
Les tiges sèches sont également utilisées comme combustible.